# Robbie Haines
Robert Bentley „Robbie“ Haines junior (* 27. März 1954 in San Diego) ist ein ehemaliger US-amerikanischer Segler.

## Erfolge
Robbie Haines wurde 1979 in Visby in der Bootsklasse Soling mit Rod Davis und Edward Trevelyan als Crew Weltmeister und sicherte sich ein Jahr darauf in Ponce mit Davis und Trevelyan Silber. 1983 gewann er in Los Angeles einen weiteren Weltmeistertitel, diesmal aber mit einer anderen Crew. Bei den Olympischen Spielen 1984, die ebenfalls in Los Angeles stattfanden, war er Skipper des US-amerikanischen Bootes in der Soling-Klasse, zu dessen Crew dann wieder Rod Ravis und Edward Trevelyan gehörten. Ihnen gelangen in sieben Wettfahrten zwei Siege und sie beendeten die Regatta mit 33,7 Gesamtpunkten, womit sie vor dem brasilianischen Boot von Torben Grael und dem von Hans Fogh angeführten kanadischen Boot die Goldmedaille gewannen und Olympiasieger wurden.
1983 machte Haines seinen Abschluss an der San Diego State University.